# Peixe Lua
Peixe Lua (Portugiesisch für: Mondfisch) ist ein Filmdrama des portugiesischen Filmregisseurs José Álvaro Morais aus dem Jahr 2000.
Der Film ist im Großgrundbesitzer- und Stierkampfmilieu angesiedelt und spielt zwischen Alcochete am Rande des Alentejo und den südspanischen Orten Córdoba und Sanlúcar de Barrameda.

## Handlung
Es ist Frühsommer 1999 und Maria João wird in 15 Tagen heiraten, als ihr plötzlich klar wird, dass sie nicht heiraten will. Doch alle Vorbereitungen sind bereits in vollem Gange und alle Einladungen verschickt, und zu allem Überfluss glaubt sie bereits schwanger von ihrem spanischen Bräutigam zu sein.
Maria João tut nun, was sie immer tut, wenn sie nachdenken muss: sie trinkt. Die ansonsten geradlinige  Maria João ist eigentlich sehr eigenständig, seit ihre Mutter vor fünf Jahren gestorben ist und ihre beiden älteren Brüder das Familienanwesen verließen. Der ältere, Afonso, hat Adelina geheiratet und kümmert sich nun um seine eigene Familie, während der mittlere, José „Zé“ Maria, weniger ans Heiraten denkt und inzwischen im südspanischen Córdoba lebt, weit weg vom ungeliebten Vater und der Enge der alten Herdade der Familie und zufrieden im Zusammenleben mit Gitanos, einfachen Leuten und Künstlern.
Doch wenn Maria João trinkt, dann überschlagen sich gewöhnlich die Ereignisse. Und wie immer, wenn sie in Schwierigkeiten gerät, bittet sie ihren alten Vertrauten seit Kindheitstagen um Hilfe, Gabriel, der Patensohn ihres Vaters Dr. João José. Der bisexuelle Gabriel stammt aus einfachen Verhältnissen, seine Mutter Conceição führt eine kleine Metzgerei in Alcochete, während Gabriel dort nur widerwillig mithilft und sein Bohèmeleben mit kleinen Geschäften ermöglicht.
Maria João überredet Gabriel mit ihr nach Spanien zu fahren, um ihrem Bräutigam sein letztes Geschenk zurückzugeben, das Segelboot Zéfiro. Bei der Gelegenheit wollen sie auch ihrem Bruder Zé Maria einen Besuch abstatten, den Gabriel schon so lange nicht gesehen hat und mit dem ihn eine enge emotionale Beziehung verbindet, die sich früher in gemeinsamem Theaterspielen oder auch intimen Ausflügen in die Natur zeigte.
Zé Maria verwirrt ihr plötzlicher Besuch zunächst, doch lässt er sich auf eine Reise mit dem Boot durch Andalusien ein. Angetrieben von Maria Joãos Wunsch, die Dinge mit ihrem Bräutigam schnell zu Ende zu bringen, reisen die drei weiter, während Gabriel sich bemüht, möglichst unbeteiligt zu bleiben, und Zé Maria sich wieder nicht von Gabriel lösen kann. Sie machen einen Abstecher nach Sanlúcar, wo Gabriels jüngerer Bruder als Stierkämpfer antritt.
Zwischen allerlei Exzessen mit Sex aller Art, Alkohol und Drogen, emotionalen Turbulenzen und Stierkampf- und Immobiliengeschäften, stürzen alle Beteiligten immer tiefer in Verzweiflung ob ihrer jeweiligen unmöglichen Beziehungen zwischen gesellschaftlichen Konventionen und unklaren Gefühlen, zwischen Portugal und Spanien, und zwischen Verpflichtungen aus der Vergangenheit und orientierungslosem Wunsch nach persönlicher Freiheit. Währenddessen stellt Maria João fest, nicht schwanger zu sein.
Der geliebte, eigenwillig lebensfreudige spanische Onkel Nini, ehemaliger Herrscher der Herdade, ist inzwischen todkrank, und sein geschäftstüchtiger Neffe Dr. João José führt das Anwesen, das im lukrativen Stierkampfgeschäft auf beiden Seiten der Grenze tätig ist, aber auch zwischen Verpflichtungen aus der Vergangenheit und den sich bietenden neuen Möglichkeiten des Immobilienmarktes steht.
In wechselnden vergangenen und jetzigen Gesprächen und Szenen werden die vertrackten amourösen, freundschaftlichen und familiären Beziehungen und Abhängigkeiten zwischen den Akteuren dargestellt.

## Rezeption
Der Film hatte am 29. August 2000 Premiere, beim Festival des Films du Monde in Montreal, wo er für den Grand Prix des Amériques nominiert war. In Portugal wurde er erstmals in einer Vorpremiere am 28. September 2000 im Cinema Monumental in Lissabon gezeigt und kam am 29. September 2000 in die Kinos, wo er mit 7.500 Zuschauern ein etwas breiteres Interesse als nur unter den Cineasten wecken konnte.
Der Film erschien zunächst als VHS-Kassette bei Atalanta Filmes, bevor er 2005 als DVD bei ZON/Lusomundo herauskam, im Rahmen einer Werkschau des 2004 verstorbenen Regisseurs und mit dessen Film Zéfiro als Teil des Bonusmaterials.